# Hed Kandi
Hed Kandi est un label indépendant de DJ fondé au Royaume-Uni en 1999 par Mark Doyle. Le catalogue de Hed Kandi comprend des albums d'artistes ainsi que des compilations de différents styles de musique club.
Chaque album Hed Kandi se vend à plus de 200 000 exemplaires. Le label a été racheté par Ministry of Sound à l'été 2006.
Les soirées Hed Kandi sont le point central du concept : ce sont en fait pour la plupart des grandes productions dont le succès est dû à la profusion de décoration, de visuels et de shows : résidence estivale Es Paradis d'Ibiza, au Pacha de Londres, au Crobar de New York et récemment au Queen Paris, sur les Champs Élysée, puis à L'Étoile.
Le 31 mars 2007, le premier club portant le nom de Hed Kandi ouvre à Hurghada, en Égypte, sur la Mer Rouge et en juin 2007 au Pacha Alger.
Le Ministry of Sound compte garder le même style musical pour Hed Kandi alors que Mark Doyle vient d'établir son propre label, Fierce Angel.
Les pochettes des CD sont illustrées par Jason Brooks ou Vault 49.

## Séries de compilations

### A Taste Of Kandi (Samplers)
La liste des samplers sortie par Hed Kandi suivant les années sous forme d'un seul cd.
- A Taste of Kandi Volume 1 2005
- A Taste of Kandi Summer 2006 HEDKSMP2006
- A Taste of Kandi Summer 2007 HEDKSMP2007
- A Taste of Winter 2008 HEDKWSMP2008
- A Taste of Kandi Summer 2008 HEDKSMP2008
- Spring Sampler 2005 HEDKSMP005
- Summer Sampler 2005 HEDKSPR005
- A Taste of Winter 2009 HEDKWSMP2009
- A Taste of Kandi Summer 2009 HEDKSMP2009
- A Taste of Kandi Winter 2010 HEDKWSMP2010
- A Taste of Kandi Summer 2011 HEDKSMP2011
- A Taste of Kandi Winter 2012 HEDKWSMP2011
- A Taste of Kandi Summer 2012 HEDKSMP2012

### Back To Love
Les compilations Back To Love mélangent titres hip-hop et house de la fin des années 1980 et des années 1990. À partir de la compilation 2007 on retrouve uniquement de titres House du milieu des années 1990.
- Back To Love (1988-1989) (1999) HEDK007
- Back To Love 2 (2000) HEDK014
- Back To Love 3 (2001) HEDK021
- Back To Love 03.02 HEDK026
- Back To Love 03.03 HEDK032
- Back To Love 03.04 HEDK039
- Back To Love 03.05 HEDK048
- Back To Love 2006 (1999) HEDK062
- Back To Love (2007) HEDK071
- Back To Love : The Mix (2008) (1988-2008)HEDK077
- Back To Love (2013) (1988-2013)HEDK127
- Back to love (2017) (1900)

### Beach House
Les compilations Beach House sont constituées de titres deep house, latin house et soulful house - deux genres particuliers de house music émergent depuis les années 1990 grâce notamment à des musiciens et DJ comme Miguel Migs ou le légendaire "Little" Louie Vega des Masters at Work.
- Beach House (2000) HEDK011
- Beach House 2 (2001) HEDK019
- Beach House 04.02 HEDK027
- Beach House 04.03 HEDK033
- Beach House 04.04 HEDK040
- Beach House 04.05 HEDK049
- Beach House 2006 HEDK060
- Beach House 2007 HEDK69
- Beach House 2008 HEDK81
- Beach House 2009 HEDK91
- Beach House 2010 HEDK100
- Beach House 2011 HEDK110
- Beach House 2012 HEDK121
- Beach House 2013 HEDK130
- Beach House 2014 HEDK137
- Beach House 2015 HEDK144
- Beach House 2016 HEDK150
- Beach House 2017 HEDK157

### Deeper / Deep House
Deeper a présenté entre 2001 et 2002 des titres deep et dark house pour le côté beaucoup plus underground de la House.
- Deeper (2001) HEDK017
- Deeper 01.02 HEDK024

En 2012, Hed Kandi lance la série Deep House Toujours dans l'esprit House de Deeper mais 10 années d'évolution musicale plus tard.
- Deep House (2012) HEDK119
- Deep House (2013) HEDK129

### Destroy The Disco
Destroy The Disco une nouvelle sortie de Hed Kandi en 2009.
- Destroy The Disco (2009) HEDK094

### Disco Heaven
Disco Heaven est une série extrêmement populaire. Notamment grâce au côté garage house des titres présents sur chaque album. Cette série se présente en quelque sorte comme la petite sœur de Disco Kandi.
- Disco Heaven 02.02 (2002) HEDK025
- Disco Heaven 02.03 (2003) HEDK031
- Disco Heaven 01.04 (2004) HEDK037
- Disco Heaven 01.05 (2005) HEDK046
- Disco Heaven 2006 HEK058
- Disco Heaven 2007 HEK072
- Disco Heaven (2008) HEDK84
- Disco Heaven (2009) HEDK93
- Disco Heaven (2010) HEDK101
- Disco Heaven (2011) HEDK112

### Disco Kandi
Disco Kandi est comme Disco Heaven : populaire. Chaque album présente des titres de house progressive et disco house.
- Disco Kandi (2000) HEDK008
- Disco Kandi 2 (2000) HEDK012
- Disco Kandi 3 (2001) HEDK016
- Disco Kandi 4 (2001) HEDK020
- Disco Kandi 5 (2001) HEDK023
- Disco Kandi 05.02 HEDK028
- Disco Kandi 05.03 HEDK034
- Disco Kandi 05.04 HEDK043
- Disco Kandi 05.05 HEDK053
- Disco Kandi 2006 HEDK63
- Disco Kandi: The Mix (2007) HEDK67
- Back to Disco (2011) HEDK108

### Hed Kandi The Mix
Présenté sous la forme de 3 CD, les séries de mixes de chez Hed Kandi regroupent trois styles musicaux: The Mix Summer 2004 est fait avec les titres de Disco Kandi, Twisted Disco et Back To Love. À noter que les versions australiennes de The Mix Summer 2004 et The Mix Winter 2004 sont présentées sous le nom World Series 2 et World Series 3.
- The Mix Summer 2004 (2004) HEDK041
- The Mix Winter 2004 (2004) HEDK044
- The Mix 50 (2005) HEDK050
- The Mix 2006 (2005) HEDK054
- The Mix Summer 2006 (2006) HEDK061
- Hed Kandi Classics (2006) HEDK064
- The Mix Summer 2007 (2007) HED070
- The Mix 2008 (2008) HEDK074
- The Mix Summer 2008 (2008) HEDK080
- The Mix 2009 HEDK085
- The Mix Spring 2009 HEDK089
- The Mix Summer 2009 HEDK092
- Hed Kandi: Ibiza 2010 HEDK102
- Hed Kandi: Anthems & Artwork (2010) HEDK1BOX
- The Remix (2011) HEDK105
- Hed Kandi: Ibiza 2011 HEDK111
- Hed Kandi: Balearica Unplugged (2011) HEDK113
- Hed Kandi Classics II HEDK115
- Hed Kandi: Ibiza 2013 HEDK131
- The Mix 2014 HEDK133

### Nu Cool
Nu Cool fut la première série de Hed Kandi, introduite en 1998 jusqu'en 2000 puis reprise en 2006, celle-ci propose un voyage dans l'univers de la musique lounge et downtempo.
La compilation est désormais remplacée Kandi Lounge.
- Nu Cool (1998)
- Nu Cool 2 (1998)
- Nu Cool 3 (1999) HEDK001
- Nu Cool 4 1899 (mai 2000) HEDK010
- Nu Cool 5 (2005) HEDK055
- Nu Cool 2006 HEDK065

### Nu Disco
Nu Disco Nouveauté chez Hed Kandi la serie Nu Disco sortie en 2009.
- Nu Disco 2001 (mars 2009) HEDK088
- Nu Disco 1899 (fevrier 2010) HEDK097
- Nu Disco (2010) HEDK104
- Nu Disco - Hello Kitty Limited Edition (2010) HEDK104L
- Nu Disco 1970-1989 (september 2012) HEDK125

### Serve Chilled
Served Chilled constitue avec Nu Cool et Winter Chill l'une des séries de compilations orientées musique de fond. Served Chilled présente néanmoins des titres plus dans le côté chill-out et downtempo. La série prit fin en 2001 mais Hed Kandi, comme avec Nu Cool, l'a repris en 2006.
- Serve Chilled (1999) HEDK002
- Serve Chilled 2 (2000) HEDK09
- Serve Chilled 3 (2001) HEDK018
- Serve Chilled 05.06
- Serve Chilled: Electronic Summer (2011) HEDK109
- Serve Chilled: Electronic Summer (2012) HEDK120
- Hed Kandi: Serve Chilled (2018) HEDK163[1]

### Twisted Disco
L'une des séries des plus jeunes de chez Hed Kandi. Twisted Disco présente des titres de house progressive et d'electro house, vague émergente de ces dernières années.
- Twisted Disco HEDK030
- Twisted Disco 02.04 HEDK038
- Twisted Disco 02.05 HEDK047
- Twisted Disco (2006) HEDK057
- Twisted Disco (2007) HEDK066
- Twisted Disco (2008) HEDK076
- Twisted Disco (2009) HEDK087
- Twisted Disco (2010) HEDK099
- Twisted Disco (2011) HEDK106
- Twisted Disco (2012) HEDK117

En 2013, le label décide de donner un coup de jeune à sa série Twisted, né donc Twisted House qui conforte son côté electro house.
- Twisted House (2013) HEDK132

### Winter Chill
Winter Chill était une série d'albums dans le style plus sombre du chill-out.
- Winter Chill (1999) HEDK006
- Winter Chill 2 (2000) HEDK015
- Winter Chill 3 (2001) HEDK022
- Winter Chill 06.02 HEDK029
- Winter Chill 06.03 HEDK036
- Winter Chill 06.04 HEDK045
- Winter Chill (2012) HEDK116

### World Series
World Series correspond aux enregistrement Live des soirées Hed Kandi.
- World Series: UK Mix 1 (2003)
- World Series: Live: Paris (2006)
- World Series: Live From San Francisco (2008) HEDK078
- World Series: Ibiza - Sound of the White Isle (2008) HEDK083
- World Series: Brazil (2009) HEDK090
- World Series: London (2010) HEDK103
- World Series: Miami (2011) HEDK107
- World Series: Barcelona (2011) HEDK114
- World Series: Miami - Volume II (2012) HEDK118
- Miami 2014 HEDK134E

### Autres éditions
Le label Hed Kandi possède également des sous label, Stéreo Sushi étant le seul encore actif.

#### The Acid Lounge
- 45 Dip - The Acid Lounge (2000 (1980) " HEDK005 "
- The Acid Lounge Vol. 1 (2000)
- The Acid Lounge Vol. 2 - The Acid Lounge In Space (2002)
- The Acid Lounge Vol. 3 - The Acid Lounge Goes West (2003)

#### Base Ibiza
- Base Ibiza (2001)
- Base Ibiza 2002
- Base Ibiza 2003
- Base Ibiza 2004
- Es Vive Ibiza/Base Bar Ibiza 2005

#### Es Vive Ibiza
Collection désormais sur le Label Fierce Angel.
- Es Vive Ibiza 2002 (2002)
- Es Vive Ibiza 2003 (2003)
- Es Vive Ibiza 2004 (2004)
- Es Vive Ibiza/Base Bar 2005 (2005)

#### Stereo Sushi
- Stereo Sushi (1972)(2002) STUSHCD01
- Stereo Sushi 2 (1972) (2002) STUSHCD02
- Stereo Sushi 3 (1972) (2002) STUSHCD03
- Stereo Sushi 4 - Futomaki (2003) STUSHCD04
- Stereo Sushi 5 - Wasabi (2003) STUSHCD05
- Stereo Sushi 6 - Sake (1980) (2004) STUSHCD06
- Stereo Sushi 7 - Teriyaki (1980) (2005) STUSHCD07
- Stereo Sushi 8 (2006) STUSHCD08
- Stereo Sushi 9 - Sashimi (2006) STUSHCD09
- Stereo Sushi 10 (1980)(2007) STUSHCD10
- Stereo Sushi 11 (1988)(2007) STUSHCD11
- Stereo Sushi 12 (1980)(2008) STUSHCD12
- Stereo Sushi 13 (2008) STUSHCD13
- Stereo Sushi 14 (2008) STUSHCD14

### Divers
- Beach House 2008 version USA (2008) "US01"

Note : Il est peut-être difficile de suivre les collections Hed Kandi de par leur nombre et une numérotation non continue voire des éditions spéciales pour l'Australie ou les États-Unis. Cependant, chaque édition indique le numéro de sa série précédé des lettres HEDK (plusieurs exemples ci-dessus).